# Вера Стојић
Вера Стојић (Будимпешта, 5. август 1902 – Београд, 1988), била је преводилац са руског, немачког и енглеског на српски и са српског на немачки језик. 

## Биографија
Завршила гимназију и вишу трговачку школу у Будимпешти. Радила је као виши службеник Народне банке Југославије; од 1955. у пензији. Боравила у Немачкој, Аустрији и Италији. Од 1938. до 1964. активно се бавила превођењем са руског. Била је лични секретар Иве Андрића, лектор његових књижевних дела и после његове смрти оснивач Задужбине Иве Андрића. Била је један од оснивача Удружења књижевних преводилаца Србије 1951. године.

## Важнији преводи
Михаил Булгаков: Молијер, 1938; Бјернстјерне Бјернсон: Весело момче, 1942; Рајнер Марија Рилке: Писма младом песнику, 1943; Готфрид Келер: Сеоски Ромео и Јулија, 1943; Кнут Хамсун: Земља господња, слике природе и предела, 1943; Јенс Петер Јакобсен: Нилс Лине, 1943; Константин Симонов: Руски људи, 1945; Максим Горки: Приповетке 1892-1932 (са Миром Чеховом и Десанком Максимовић; редакција превода Иво Андрић), 1946; Максим Горки: О литератури, 1949; Џорџ Бернард Шо: Андрокле и лав, 1952; Џон Голсворди: Модерна комедија, 1, 2 (са Олгом Марјановић, Љубицом Поповић, Михајлом Ђорђевићем и Бранимиром Живојиновићем), 1954, и Сребрна кашика, 1954; Томас Ман: Преварена, 1954; Херман Брох: Вергилијева смрт, 1958; Ђерђ Лукач: Томас Ман (са Ирмом Лисичар), 1958; Фридрих Ниче: Рођење трагедије (са Ирмом Лисичар), 1960; Макс Фриш: Стилер, 1962; Георг Бихнер: Дантонова смрт, 1963; Максим Горки: Макар Чудра и друге приповетке (са А. Зупцем и М. Чеховом), 1969; Франц Кафка: Дневници (са Бранимиром Живојиновићем), 1969; Јохан Петер Екерман: Разговори са Гетеом у последњим годинама његова живота (са Станиславом Винавером), 1970; Фриц Мартини: Историја немачке књижевности (са Бранимиром Живојиновићем), 1971; Ђерђ Лукач, Душа и облици – есеји, 1973; Јохан Волфганг Гете: Године учења Вилхелма Мајстера (са Глигоријем Ерјаковићем), 1982; Петер Штридер, Албрехт Дирер, 1984; итд.